# Miłosz Bernatajtys
Miłosz Bernatajtys, född den 30 maj 1982 i Słupsk i Polen, är en polsk roddare.
Han tog OS-silver i lättvikts-fyra utan styrman i samband med de olympiska roddtävlingarna 2008 i Peking.